# 1695 Walbeck
1695 Walbeck eller 1941 UO är en asteroid i huvudbältet som upptäcktes den 15 oktober 1941 av den finska astronomen Liisi Oterma vid Storheikkilä observatorium. Den har fått sitt namn efter den finske astronomen Henrik Johan Walbeck.
Asteroiden har en diameter på ungefär 18 kilometer.